# Adesmia sessiliflora
Adesmia sessiliflora är en ärtväxtart som beskrevs av Rodolfo Amando Philippi. Adesmia sessiliflora ingår i släktet Adesmia och familjen ärtväxter. Inga underarter finns listade i Catalogue of Life.